# Шамузафаров, Анвар Шамухамедович
Анвар Шамухамедович Шамузафаров (род. 10 ноября 1952, Ташкент, Узбекская ССР) — советский и российский архитектор и строитель, руководитель государственных органов управления строительством в Российской Федерации в 1996—2008 гг., председатель Госстроя России (1999—2002 гг.). Почетный архитектор России (2001 г.), Заслуженный строитель Российской Федерации (2013 г.). Имеет Благодарности Президента РФ и Председателя Правительства РФ. Кавалер Ордена Дружбы (1997 г.), лауреат Государственной Премии Республики Саха, Якутия (2001 г.).

## Биография
Родился в 1952 году в Ташкенте в семье служащих. В 1974 году окончил Архитектурный факультет Ташкентского Политехнического института.
Женат, имеет дочь. Увлекается театром, живописью.
Живёт и работает в Москве.

## Трудовая деятельность
Профессиональную деятельность начал в 1974 году в качестве архитектора, старшего архитектора, старшего научного сотрудника ТашЗНИИЭП Госгражданстроя при Госстрое СССР. За период работы в г. Ташкенте до 1985 года запроектировал и построил целый ряд жилых домов по экспериментальным, индивидуальным и типовым проектам. Экспериментальный 18-этажный монолитный жилой дом с пятью «висячими трехсветными садами», расположенными друг над другом и эксплуатируемой кровлей с бассейном на Всесоюзном конкурсе Союза Архитекторов СССР в Москве в 1986 году получил Золотую медаль как Лучший построенный объект 1985 года.
В 1985 году начал работу в ЦНИИЭП жилища (г. Москва) в качестве старшего архитектора, научного сотрудника отдела типологии жилых зданий. Разрабатывал проекты жилых домов, выполнял научные работы по общественному обслуживанию жилой застройки, повышению энергоэффективности застройки, вносил изменения в СНиП «Жилые здания».
В 1988 году был переведен на работу в Госкомархитектуры Госстроя СССР как специалист по сейсмостойкому строительству и направлен на обеспечение восстановления разрушенных от землетрясения городов Армении. В качестве руководителя сектора жилищных программ разработал «Целостную систему мер решения жилищной проблемы в СССР», утвержденную Правительством СССР в июле 1991 года.
С 1991 года работал в Госстрое России, Минстрое России, занимая должности заместителя начальника Управления, директора Департамента жилищной политики.
В соответствии с решениями Правительства РФ был назначен:
- в 1996 году — Статс-секретарем — Заместителем Министра Минстроя России,
- в 1997 году — первым заместителем Председателя Госстроя России,
- в 1998 году — первым заместителем Министра Минземстроя России.

С ноября 1998 по июнь 1999 года был Председателем Наблюдательного совета ОАО «Агентство по ипотечному жилищному кредитованию», созданного по решению Правительства РФ.
С июня 1999 года до конца октября 2002 года — председатель Госстроя России.
С 2006 по 2008 годы — директор Департамента строительства Минрегиона России.
А. Ш. Шамузафаров, отвечая за функционирование и развитие целиком проектно-строительного и жилищно-коммунального комплексов Российской Федерации, обеспечил разработку более 300 законов Российской Федерации, указов Президента РФ, постановлений и распоряжений Правительства РФ, приказов министерств и ведомств, зарегистрированных в Минюсте России. Принимал активное участие в реализации Программы обеспечения жильем российских военнослужащих. Обеспечивал восстановление экономики Чеченской Республики, проектирование и строительство городов и иных поселений, разрушенных от стихийных бедствий, Республики Саха (Якутия), Республики Дагестан, Республики Ингушетия, Республики Северной Осетии (Алания), Карачаево-Черкесской Республики, Республики Адыгея, Краснодарского края и Ставропольского края, Камчатки и Сахалинской области.

## Награды

### Награды и поощрения Президента и Правительства Российской Федерации
- Благодарность Председателя Правительства РФ — октябрь 1993 г.
- Орден Дружбы (август 1997 г.) — за участие в специальной программе строительства жилья для военнослужащих.[1]
- Благодарность Президента РФ — май 2000 г.[2]
- Почетный архитектор России — апрель 2001 г.
- Заслуженный строитель Российской Федерации — за большой вклад в развитие строительного комплекса России и многолетний добросовестный труд (апрель 2013 года)[3].

### Награды субъектов Российской Федерации
- Медаль «За особый вклад в развитие Кузбасса» I степени (8 августа 2001 года) — за многолетнюю плодотворную работу, высокий профессионализм, значительный вклад в социально-экономическое развитие области[4]
- Лауреат Государственной Премии Республики Саха (Якутия) (2001 г.).

### Награды
- Международная премия «ПРИЗНАНИЕ-2013» (19 ноября 2013 г.)[5]